# Gafarró de Reichard
El gafarró de Reichard (Crithagra reichardi) és un ocell de la família dels fringíl·lids (Fringillidae).

## Hàbitat i distribució
Habita els boscos de les muntanyes del sud del Sudan, sud d'Etiòpia, Burundi, oest i centre de Kenya, oest i sud de Tanzània, sud-est de la República Democràtica del Congo, Zàmbia, Malawi i nord de Moçambic.

## Taxonomia
Alguns autors consideren que la subespècie septentrional és en realitat a una espècie diferent:
- Crithagra striatipectus (Sharpe, 1891) - gafarró ratllat.[3]